# Грюнсфельд
Грюнсфельд (нім. Grünsfeld) — місто в Німеччині, знаходиться в землі Баден-Вюртемберг. Підпорядковується адміністративному округу Штутгарт. Входить до складу району Майн-Таубер.
Площа — 44,72 км2. Населення становить 3629 ос. (станом на 31 грудня 2020).